# Juego de rol (BDSM)

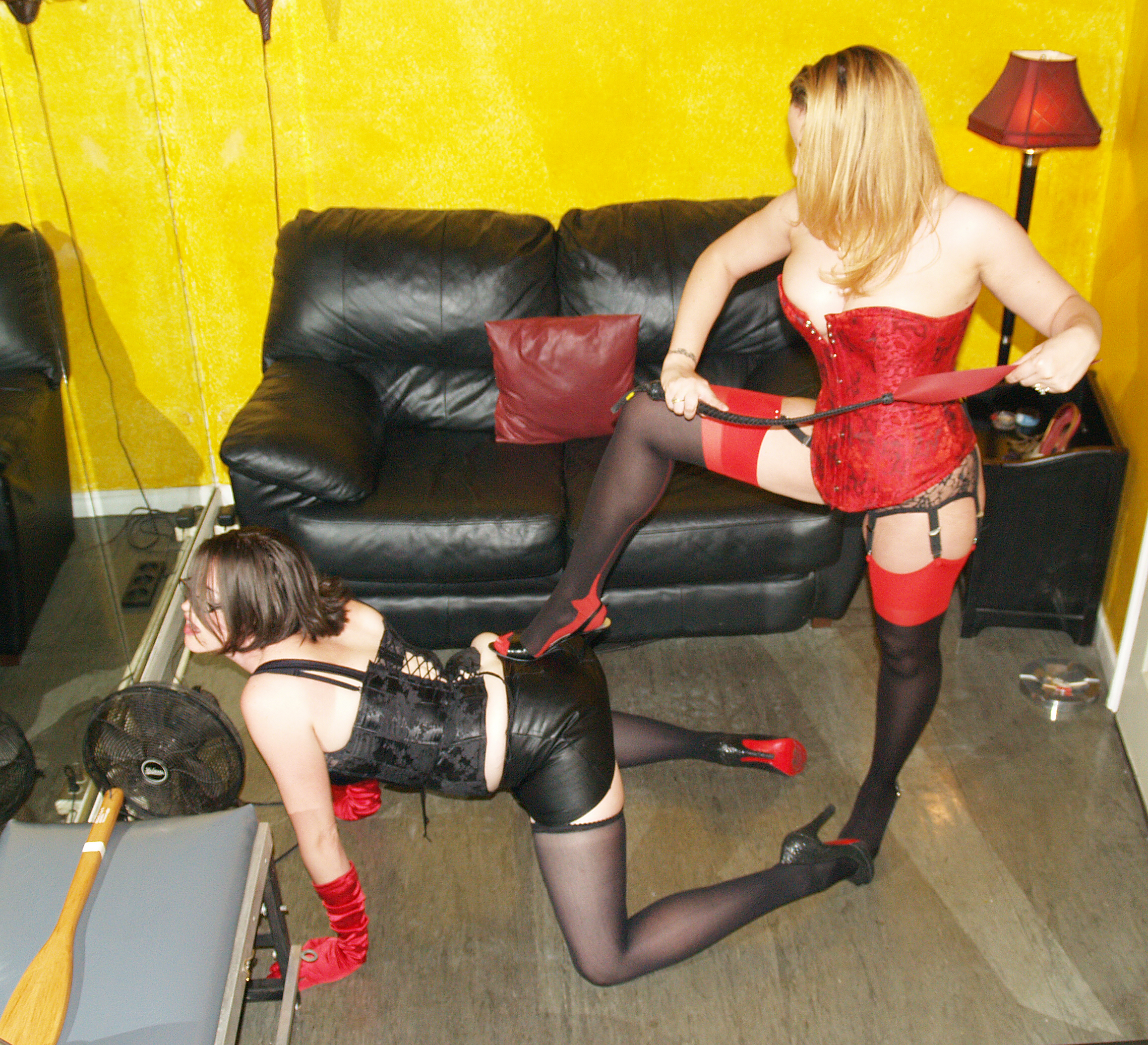
Juego de rol entre dos mujeres.

El Juego de rol (BDSM) es un tipo de práctica en la que se asumen diferentes roles sociales o de género durante una sesión BDSM. 

## Características
Comúnmente el juego de roles representa a través de fetiches la condición dominante y sumisa, incorporando elementos al vestuario que refuerzan la intencionalidad de control y entrega. Uno de los juegos de rol más comúnmente utilizado es el de: Feminización, situación en la cual la mujer dominante (Dominatriz) obliga al Dominado a vestir atuendos y maquillaje femenino.
El concepto de juego es muy usual en una parte importante de la comunidad BDSM. Se trata de personas que consideran las prácticas relacionadas con su afición como algo de contenido, forma y fondo eminentemente lúdico-sexual, escénico. En el vocabulario de estos activistas, se habla de juego, de jugar, y de juegos de rol, refiriéndose generalmente a quienes toman y representan un papel dentro de una escenografía formada por un par complementario.
Existen algunos que reciben una denominación especifica, como los juegos de edad o Age play 
Un elemento esencial de este tipo de relación es el EPE (Erotic Power Exchange o Intercambio Erótico de Poder).
Durante la sesión los practicantes actúan siguiendo los modelos de comportamiento supuestos en el personaje que interpretan: si se trata de un rol cuidador-mascota, aquel utilizará el lenguaje propio de quien habla cariñosamente (o con enfado) con su mascota, mientras que quien se atribuye este último papel, imitará en parte los movimientos, comportamientos e incluso sonidos de dicha mascota. Comúnmente al finalizar la sesión, la pareja recobra su relación habitual. En algunos casos la relación se puede extender por días, semanas, meses y en muy pocos casos años.

## Roles Comúnmente practicados
Amo - Esclavo

Doctor - Paciente

Mayor- Menor

Cuidador - Mascota

Dominatrix - Feminizado

Maestro - Alumno

Ángel - Diablo
6